# Доля (фільм, 1977)
Доля (рос. Судьба) — радянський кінофільм 1977 року. Продовження фільму «Любов земна». За мотивами роману Петра Проскуріна «Доля».

## Сюжет
Захар Дерюгін йде на фронт Німецько-радянської війни, але потрапляє в полон. Сестра Захара Катя опиняється в окупації. Не добившись згоди на співробітництво, німці стратять її. Брюханов очолює партизанський загін. Старший син Дерюгіна гине від фашистської кулі при спробі до втечі, коли його з іншими дітьми і підлітками готують до відправки в Німеччину. Його мати Єфросинія підпалює свій будинок разом з розквартированими там солдатами окупаційних частин. У відповідь німці готують каральну акцію, але партизани, в рядах яких Захар, що втік з полону, займають село і громлять фашистський гарнізон. Рятуючи жителів села, партизани проводять масову евакуацію.

## У ролях
- Євген Матвєєв —  Захар Тарасович Дерюгін
- Зінаїда Кирієнко —  Єфросинія Дерюгіна
- Ольга Остроумова —  Маня Поліванова
- Юрій Яковлєв —  Тихон Іванович Брюханов, секретар обкому
- Валерія Заклунна —  Катерина Тарасівна, дружина Брюханова
- Альгімантас Масюліс —  штурмбанфюрер Зольдінг
- Вадим Спиридонов —  Федір Макашин, начальник поліції
- Володимир Самойлов —  Родіон Якович Анісімов
- Георгій Юматов —  Пекарєв, партизан
- Олександр Потапов —  Микита Бобок, партизан
- Олег Ізмайлов —  комбат
- Юрій Леонідов —  Тихомиров, партизан, колишній начальник районного відділу НКВС
- Микола Олійник —  солдат-українець
- Микола Юдін —  дід Макар
- Валентин Черняк —  Куликов, партизан
- Станіслав Чекан —  Павло Семенович Кошев, голова райвиконкому
- Роман Філіппов —  Батурин, партизан
- Валентин Брилєєв —  Фома Куделін
- Єлизавета Уварова —  Анна Олександрівна, нянечка
- Ігор Класс —  Віллі Майєр
- Павло Винник —  п'яний есесівець
- Муза Крепкогорська —  Варя Чорна
- Геннадій Юдін —  німецький військовий лікар
- Всеволод Шиловський —  Ганс, німецький солдат
- Олександр Лебедєв —  Семен, гармоніст
- Микола Викулін —  Іван Дерюгін
- Олександр Харитонов —  Міша, партизан
- Манефа Соболевська —  колгоспниця
- Валентина Клягіна —  Надя
- Марія Виноградова —  Глаша, кухарка
- Олександр Вокач —  бургомістр
- Герман Качин —  боягузливий солдат
- Сергій Подгорний —  Шибанов
- Юрій Мартинов —  член райкому, партизан
- Валентина Ушакова —  Нюрка Бобок
- Зоя Ісаєва —  колгоспниця
- Інна Виходцева —  колгоспниця
- Микола Смирнов —  однорукий поліцай
- Микола Горлов —  дід Потап, колгоспник
- Дмитро Орловський —  член райкому
- Валентин Букін —  німець, який бере в полон Захара
- Анатолій Рудаков —  німець-перекладач
- Олександр Пашутін —  пацієнт психіатричної лікарні
- Георгій Лапето —  російський солдат
- Микола Сморчков —  партизан
- Лідія Ольшевська —  мати Захара Дерюгіна
- Олександра Харитонова —  колгоспниця

## Знімальна група
- Режисер — Євген Матвєєв
- Сценаристи — Євген Матвєєв, Петро Проскурін
- Оператори — Геннадій Цекавий, Віктор Якушев
- Композитор — Євген Птичкін
- Художник — Семен Валюшок